# Chaoyangia
Chaoyangia is een geslacht van uitgestorven vogels uit het Vroeg-Krijt van het huidige China, behorend tot de groep van de Ornithothoraces. De enige benoemde soort is Chaoyangia beishanensis.

## Naamgeving en vondst
Het fossiel van Chaoyangia is in 1990 gevonden. In 1993 werd de vondst gemeld. In 1997 werd de typesoort Chaoyangia beishanensis benoemd en beschreven door Hou Lianhai en Zhang Jiangyong. De geslachtsnaam verwijst naar het district Chaoyang. De soortaanduiding verwijst naar de stad Beishan in Liaoning.
Het holotype IVPP V9934 is vermoedelijk gevonden in lagen van de Jiufotangformatie van de Jeholgroep, die dateren uit het middelste Aptien, ongeveer 120 miljoen jaar oud. Het bestaat uit een gedeeltelijk skelet zonder schedel. Bewaard zijn gebleven: tien wervels, tien ribben, buikribben, een sacrum, ongeveer vijf staartwervels, twee darmbeenderen, de schaambeenderen, een zitbeen, de dijbeenderen, de bovenkant van een scheenbeen, de onderkant van een kuitbeen en een stuk van de middenvoet. Het skelet ligt grotendeels in verband maar is sterk samengedrukt wat de botten ten dele sterk beschadigd heeft. De identiteit van sommige elementen is daardoor lastig te bepalen. Vermoedelijk zijn er acht sacrale wervels maar dat is niet zeker. Ook nam Hou aan dat de voorste drie wervels van het bewaarde stuk wervelkolom tot de nek zouden behoren maar dat zou een voor een zo basale soort onwaarschijnlijk laag aantal van zeven ruggenwervels opleveren; de meeste onderzoekers denken daarom dat het allemaal ruggenwervels zijn. Uit het feit dat de sacrale wervels niet helemaal vergroeid zijn, is af te leiden dat het om een onvolwassen exemplaar gaat.
In 2013 werd de soort meer gedetailleerd beschreven.

## Beschrijving
Chaoyangia is naar schatting ongeveer twintig à vijfentwintig centimeter lang. De achterpoten zijn robuust gebouwd en vrij lang met een dijbeenlengte van vijfenveertig millimeter.
Hou wist een uniek afgeleid kenmerk, autapomorfie, vast te stellen: het dijbeen heeft aan de zijkant een groot ovaal foramen pneumaticum: een toegangsgat voor de luchtzakken. Ook het schaambeen is vermoedelijk gepneumatiseerd. De schaambeenderen zijn over de onderste 30 procent van hun lengte samengegroeid.
In 2013 werd een uitgebreidere diagnose vastgesteld. Het synsacrum van het heiligbeen telt meer dan acht wervels. De processus uncinati aan de ribben zijn lang, anderhalve ribbreedte overlappend, en slank. Dezelfde uitsteeksels zijn aan hun basis verbreed, een hoek van 55 procent makend met de ribschacht. Het zitbeen heeft twee, geleidelijk verbredende, uitsteeksels aan de bovenrand. De zitbeenderen raken elkaar aan hun uiteinden. De onderste samengroeiing van de schaambeenderen beslaat een derde van hun lengte. De nek van het dijbeen is zwak ontwikkeld. De crista cnemialis aan de bovenste tibiotarsus, dus de bovenkant van het scheenbeengedeelte daarvan, steekt naar voren en boven uit.

## Fylogenie
Chaoyangia is uit het vroege Krijt en daarmee dertig miljoen jaar jonger dan Archaeopteryx. Het bekken lijkt nog wat op dat van Archaeopteryx maar het dier als geheel is toch duidelijk minder 'primitief'. Zijn plaatsing is problematisch door het ontbreken van de meest informatieve delen: de schedel en de vleugels. In tegenstelling tot de meeste vondsten uit deze periode behoort Chaoyangia waarschijnlijk niet tot de Enantiornithes; de lange smalle processus uncinati, haakachtige zijuitsteeksels aan de onderkant van de schacht van de ribben, doen vermoeden dat het tot de Euornithes gerekend moet worden, de tak die uiteindelijk naar de huidige vogels zou leiden. Chaoyangia werd binnen een Chaoyangiformes in zijn eigen familie Chaoyangidae geplaatst; deze bevindt zich waarschijnlijk basaal in de Ornithuromorpha. Ook de termen 'Chaoyangithiformes' en 'Chaoyangornithidae' zijn later wel gebruikt maar deze hebben, behalve dat ze prioriteit missen, ook het euvel dat ze taalkundig fout gevormd zijn. In 2013 werd een basale plaatsing in de Ornithuromorpha bevestigd.